# Джулі Шифлет
Джулі Шифлет (англ. Julie Shiflet; нар. 7 жовтня 1972) — колишня американська тенісистка.
Найвищу одиночну позицію світового рейтингу — 212 місце досягла 22 лютого, 1993, парну — 524 місце — 15 жовтня, 1990 року.
Здобула 1 одиночний титул.

## Фінали ITF

### Одиночний розряд: 1 (1–0)
| Результат | Дата          | Турнір                  | Покриття | Суперниця   | Рахунок  |
| --------- | ------------- | ----------------------- | -------- | ----------- | -------- |
| Перемога  | 5 серпня 1990 | Роенок (Вірджинія), США | Тверде   | Ліса Елбено | 6–1, 6–2 |